# Mathias Richling

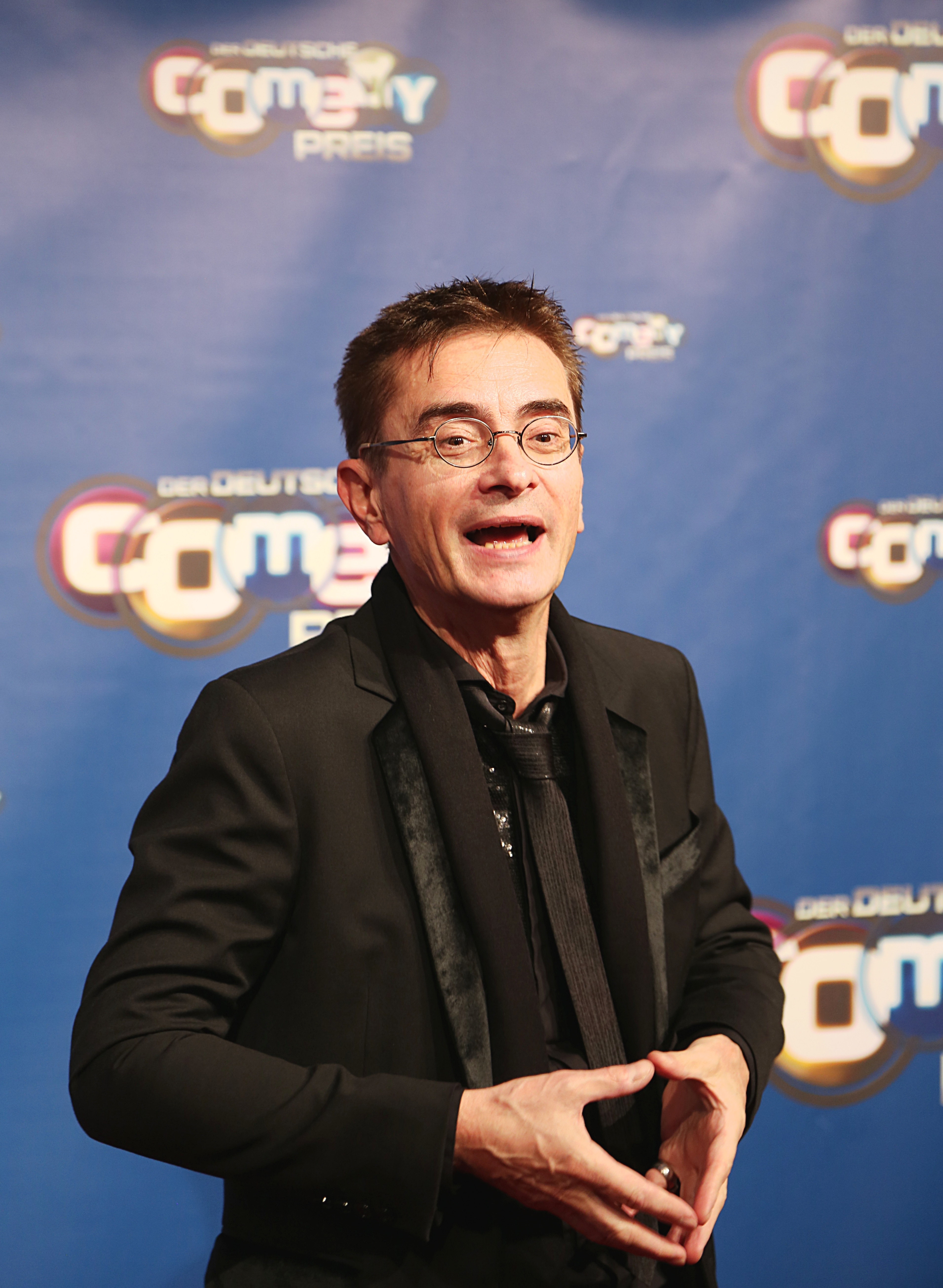
Mathias Richling (2017)

Mathias Richling (* 24. März 1953 in Offenbach am Main) ist ein deutscher Kabarettist, Parodist, Autor und Schauspieler.

## Herkunft, Studium und künstlerisches Schaffen

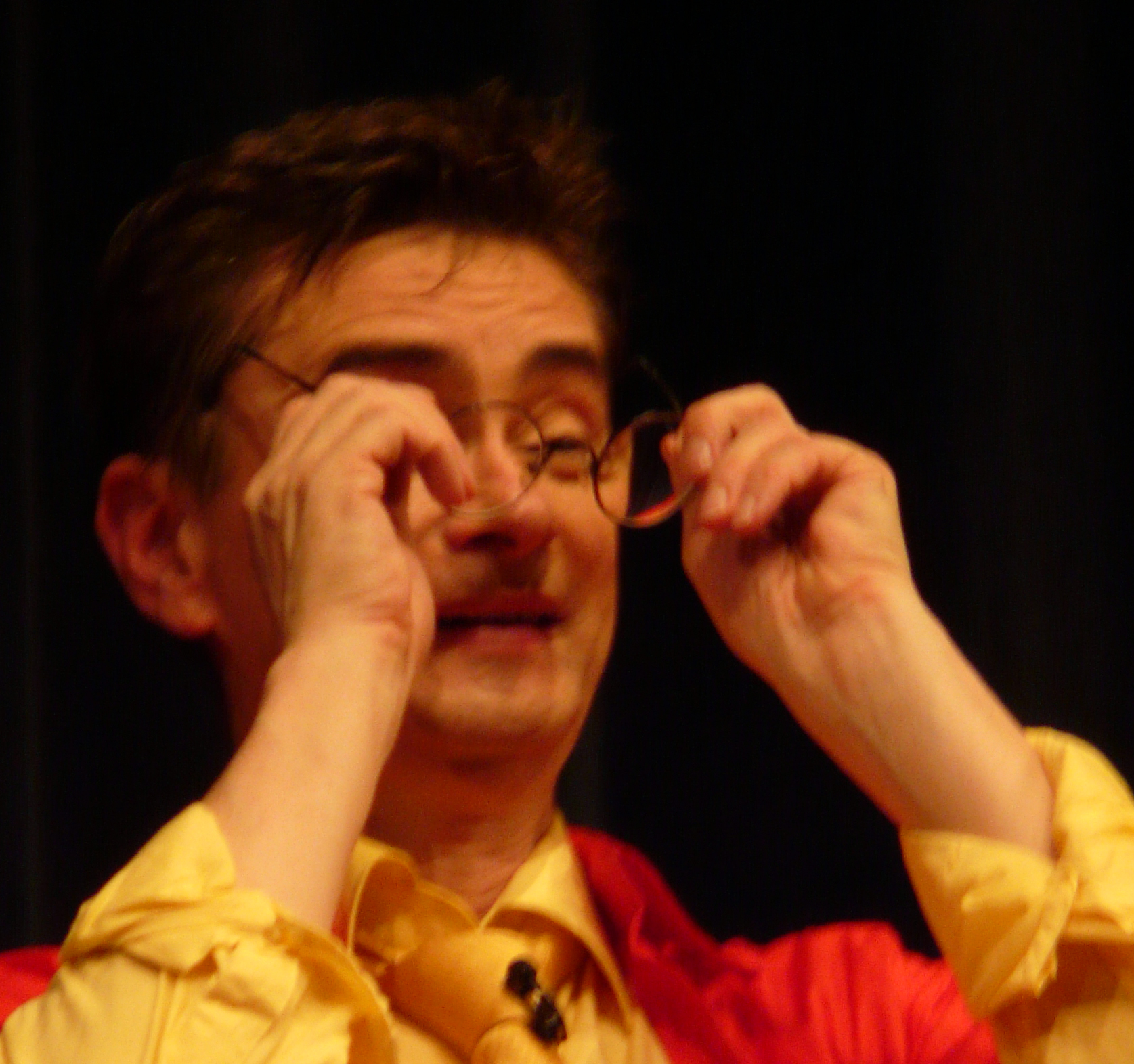
Mathias Richling (2009)

Mathias Richling wurde als Sohn des Patentingenieurs Raimund Richling und dessen Frau Margarete, geb. Richter, in Offenbach geboren und wuchs in Endersbach bei Waiblingen und in Stuttgart-Bergheim auf. Er studierte Musikwissenschaft, Schauspiel, Geschichte, Philosophie und Literaturwissenschaft an den Universitäten Tübingen und Stuttgart und schrieb 1981 seine Magisterarbeit in Literaturwissenschaft über Karl Valentin. Er absolvierte zudem seine Abschlussprüfung im Fach Schauspiel. Schon während seines Studiums von 1972 bis 1981 stand Richling als Kabarettist auf der Bühne.
Richling war Mitglied des Ensembles des Renitenztheaters Stuttgart. Ab 1976 trat er auch als Solist auf und wirkte in weiteren Ensembles sowie in Serien mit, etwa in Die Kleine Heimat (SDR/ARD) und Hildebrandts Scheibenwischer (ARD/SFB). Ab 1981 trat er vierzehntäglich in Abendschau-Ansichten eines Dauerfernsehers auf und gestaltete 12 Soloprogramme.
Erste bundesweite Bekanntheit erreichte der in Stuttgart lebende Kabarettist durch die von 1989 bis 1990 im Ersten der ARD jeweils nach den Tagesthemen ausgestrahlten fünfminütigen Satiresendung Jetzt schlägt’s Richling. Diese Sendung wurde von konservativer Seite sehr stark kritisiert und nach 16 Folgen aus dem Programm genommen. Im dritten Programm wurde sie bis 1996 fortgesetzt.
Von 2003 bis 2008 gehörte er zur Stammbesetzung der ARD-Sendung Scheibenwischer. Bis zu deren Einstellung führte Richling von 2009 bis 2010 durch die Nachfolgesendung Satire Gipfel. Nach Auslaufen seines Vertrags wurde er 2011 von Dieter Nuhr abgelöst.
Ab 1996 präsentierte Richling die vom SWR produzierte Sendung Zwerch trifft Fell, von 2010 bis 2013 unter dem Titel Studio Richling, seither Die Mathias Richling Show, die bis Dezember 2024 mehrmals jährlich im SWR Fernsehen lief. Ende 2024 wurde sie aufgrund von Sparmaßnahmen des Senders eingestellt.
In seinen mitunter mit hoher Geschwindigkeit vorgetragenen Programmen schlüpft er häufig in die Rollen bekannter Persönlichkeiten, meist in die von (nicht selten weiblichen) Politikern. Dabei karikiert er durch humorvolle und bisweilen bizarre Übertreibung das Nichtssagende und Widersprüchliche ihrer öffentlichen Auftritte.

## Programme
- 1974: Köpfe u. v. a.
- 1976: Riesenblödsinn?
- 1977: Ich bin’s gar nicht
- 1979: Zuerst mal die Zugaben
- 1980: Zu uns gesagt mit Günter Verdin
- 1981: Ich habe nie gesagt
- 1982: Ich wiederhol’s gerade mal
- 1983: Daß Fernseh bled macht?
- 1985: Reden Sie! Jetzt red’ ich!
- 1987: Wieviel Demokratie ist es bitte?
- 1989: Was ich noch vergessen wollte...
- 1990: Jetzt schlägt’s Richling
- 1994: Wer einmal lügt, dem Richling
- 1996: Ich muß noch was beRICHLINGen
- 1999: RICHLING- Das @ntWort
- 2004: RICHLING  WAAAS?!
- 2006: E=m•Richling²
- 2010: Der Richling-Code
- 2013: Deutschland to go
- 2016: Richling spielt Richling
- 2018: RICHLING und 2084

Regie bei allen Produktionen führte SWR-Moderator und Autor Günter Verdin.

## Auszeichnungen
- 1978: Deutscher Kleinkunstpreis  Förderpreis der Stadt Mainz
- 1987: Deutscher Kleinkunstpreis  in der Kategorie Kabarett
- 1988: Österreichischer Kleinkunstpreis (Hauptpreis)
- 2000: Schweizer Kabarett-Preis Cornichon
- 2007: Bayerischer Kabarettpreis (Hauptpreis)
- 2012: Kleinkunstpreis Baden-Württemberg (Ehrenpreis)
- 2012: Gewinner des Ehrenpreises Das große Kleinkunstfestival der Wühlmäuse
- 2023: Krefelder Krähe (Ehrenpreis)

## Werke

### Schallplatten und DVDs
- Ich bin’s gar nicht Intercord – INT 160.186, 1983.
- Zwerch trifft Fell Vol. 1, con anima, Düsseldorf 2005, ISBN 3-931265-56-0.
- Zwerch trifft Fell Vol. 2, con anima, Düsseldorf 2005, ISBN 3-931265-57-9.
- Zwerch trifft Fell Vol. 3, con anima, Düsseldorf 2005, ISBN 3-931265-58-7.
- Zwerch trifft Fell Vol. 4, con anima, Düsseldorf 2007, ISBN 978-3-931265-63-2.
- Zwerch trifft Fell Vol. 5, con anima, Düsseldorf 2007, ISBN 978-3-931265-64-9.
- Zwerch trifft Fell Vol. 6, con anima, Düsseldorf 2009, ISBN 978-3-931265-79-3.

### Bücher
- Du bist so treibend wahnesblöd. Wahrmögliche Geschichten. Spectrum Verlag, Stuttgart 1981, ISBN 3-7976-1364-4.
- Ich dachte, es wäre der Froschkönig. Spectrum Verlag, Stuttgart 1984, ISBN 3-7976-1404-7.
- Der deutsche Selbstverstand. Knaur Verlag, München 1989, ISBN 3-426-02724-0.
- Deutschland to go. Ullstein Verlag, Berlin 2012, ISBN 978-3-550-08003-6, als E-Book: ISBN 978-3-8437-0312-3, als Hörbuch: (Hörbuch Hamburg) ISBN 978-3-89903-384-7.
- Das Virus Demokratie? Eine Abschätzung. Westend Verlag, Frankfurt 2021, ISBN 978-3-86489-345-2.
- Enttarnt!: Biografische Ermittlungen im privat-öffentlichen Milieu. Westend Verlag, Frankfurt 2024, ISBN 978-3-86489-457-2.